# Jumbo (stormarknad)
Jumbo är en stormarknadskedja i Nederländerna och Belgien. Företaget är en del av den privatägda Van Eerd Group. Van Eerd var ursprungligen ett grossistföretag som grundades 1921. 

## Historia
Den 18 oktober 1979 öppnade Jan och Anita Meurs den första Jumbo affären i en före detta kyrkobyggnad i Tilburg. Den fick sitt namn efter elefanten Jumbo och var ett försök att konkurrera med en annan lokal butik, kallad Torro, som då tillhörde Van Eerd. 1983 köpte Van Eerd Jumbo butiken av familjen Meurs och expanderade sedan, först i de södra provinserna av Nederländerna, och sedan i resten av landet.
I november 2011 meddelade företaget att man skulle ta över all C1000, en annan nederländsk stormarknadskedja. Innan detta köp fanns det väldigt få Jumbo butiker i Randstad regionen, och man hade en marknadsandel på 3,4% i Nederländerna den 1 januari 2006. Efter köpet blev Jumbo den näst största stormarknadskedjan i Nederländerna, efter Albert Heijn.

## Sponsring
Den 23 oktober 2014 meddelade företaget att man skulle bli huvudsponsor för UCI World Tour laget Team Jumbo-Visma.
Under 2017–2019 var man en stor sponsor av Racing Team Nederland som tävlade i Europeiska Le Mans Series 2017, och FIA World Endurance Championship 2018–2019 och 2019–2021